# The Anna Nicole Smith Story
 The Anna Nicole Smith Story és una pel·lícula estatunidenca dirigida per Keoni Waxman i estrenada el 2007. Tracta de la vida d'Anna Nicole Smith (1967-2007).

## Argument
Biopic de la voluptuosa i polèmica actriu i playgirl Anna Nicole Smith.

## Repartiment
- Willa Ford: Vickie Lynn / Anna Nicole
- Richard Herd: J. Howard Marshall
- Lesli Kay: Ginger
- Allison Dunbar: Cassie
- Carlease Burke: Infermera d'Anna
- Jayne Taini: Bea
- Christopher Devlin: Howard K. Stern
- Nick Faltas: Carl
- Lenny Hirsh: Larry Birkhead
- Jake Short: Daniel enfant
- Christian Berney: Daniel adolescent
- Eddie Velez: Fotògraf de Playboy
- Dan Bell: Senyor Black
- Missy Doty: Cambrera
- Rachel Seiferth: Babysitter
- Ruth Livier: Dida
- Claire Malis Callaway: Instructora en bones maneres
- Deb Snyder: Secretària del senyor Black
- Tegan Summer: Doctor Travis
- Joe Sagal: Doctor a Los Angeles
- Lanre Idewu: Jardiner
- Gabrielle Richens: Playmate
- Joseph Nasser: Jutge
- Bobby Trendy: Ell mateix